# 福迪汽車
廣東福迪汽車有限公司，通稱福迪汽車，是中國的一家汽車製造商，總部設於廣東佛山南海區，於1988年成立，主要生產越野車、皮卡等車輛以及汽車零件。

## 歷史
福迪汽車前身為國營企業廣東南海汽車廠，隸屬於南京汽車工業集團，於1988年創立，並於1992年正式生產皮卡車。但由於產品質量未成熟，未能受市場認可，加上經營不善，因此曾連年虧損達1.68億元人民幣。
2001年4月，南海汽車廠被股東收購85%股份，轉型為民營企業，並改名為廣東福迪汽車，開始以製造車身及汽車零件。現時主要生產越野車、跨界休旅車及皮卡為主。
福迪汽車於2020年3月19日被小鵬汽車以1600萬元全資收購，使小鵬汽車獲得生產汽車資格，毋須再以海馬汽車代工生產。

## 車型

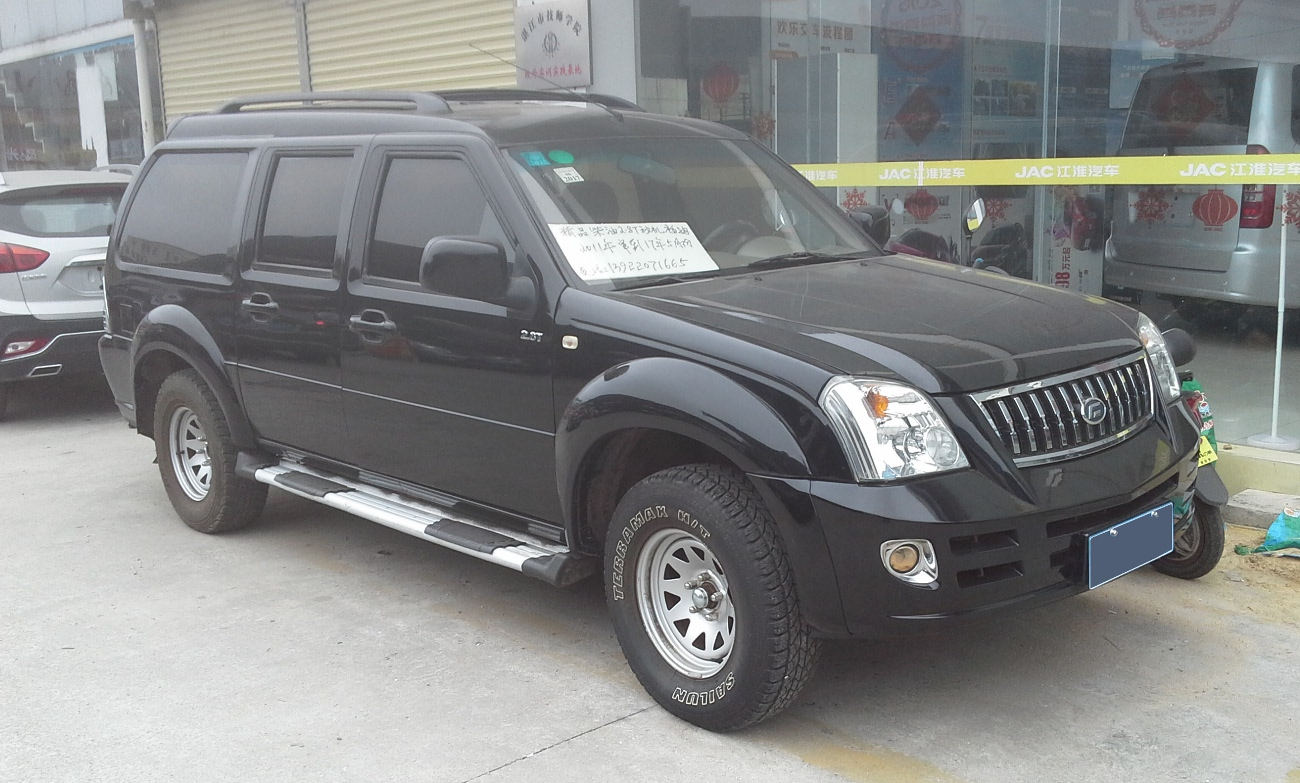
福迪探險者II（2007年）

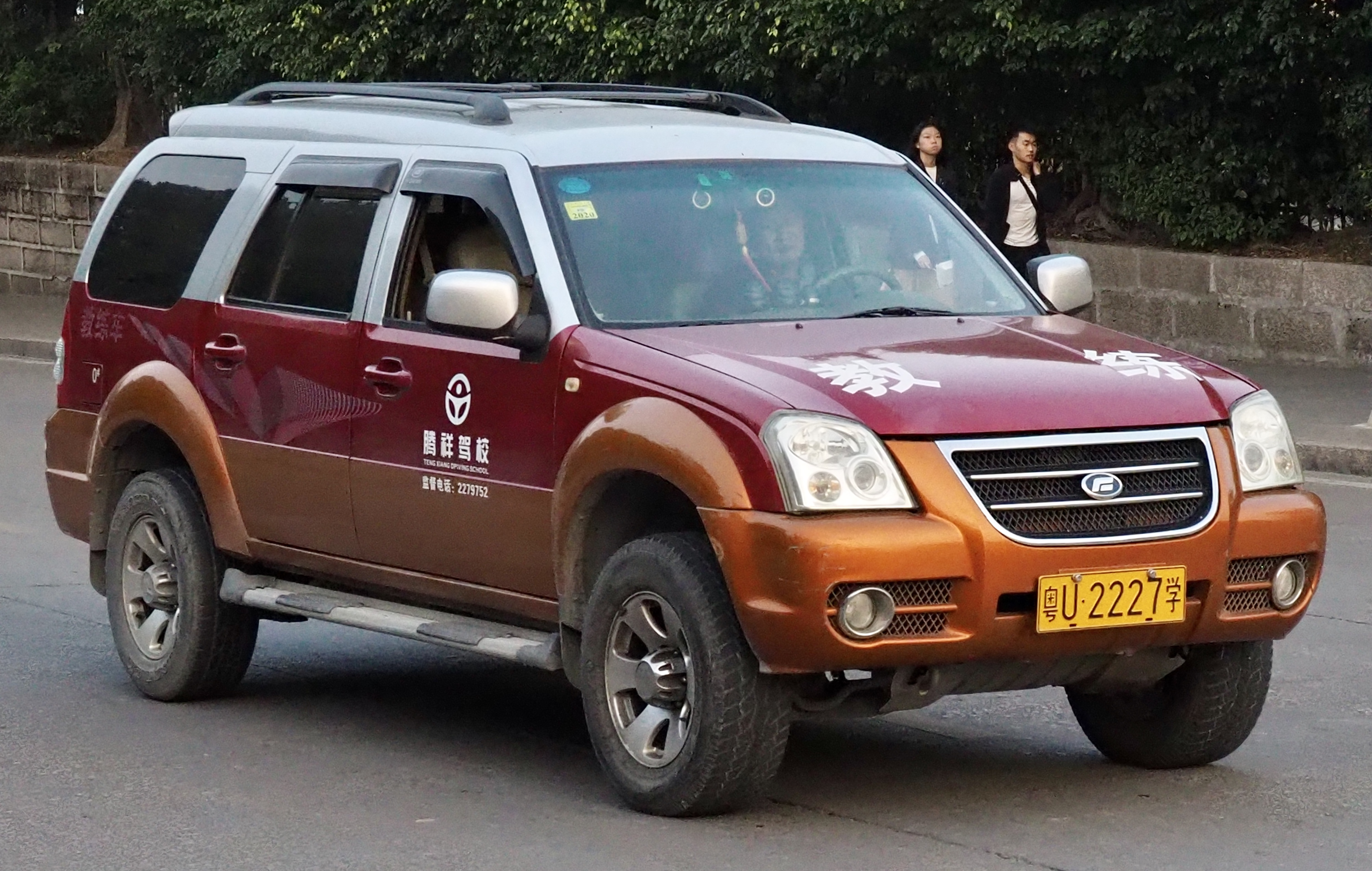
福迪探險者III（2010年）

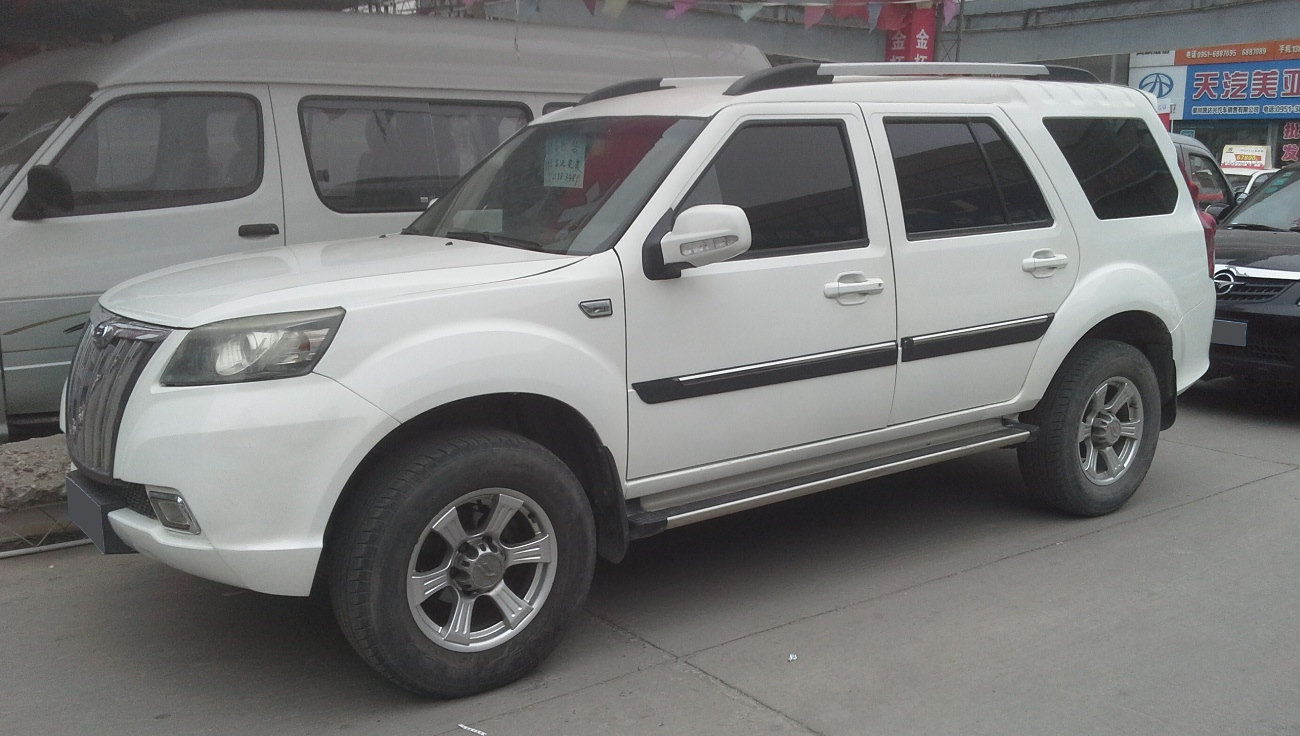
福迪探險者6（2011年）

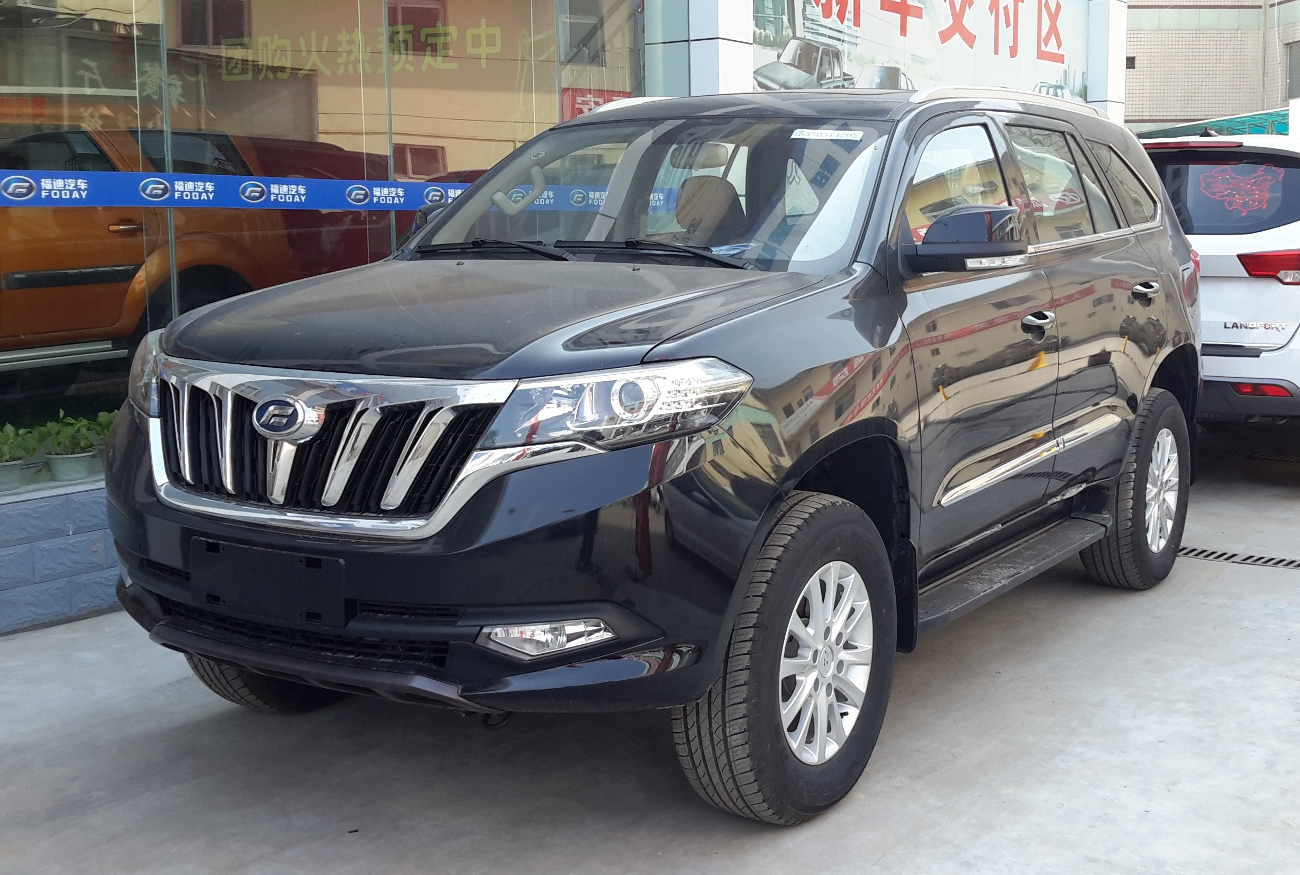
福迪攬福（2014年）

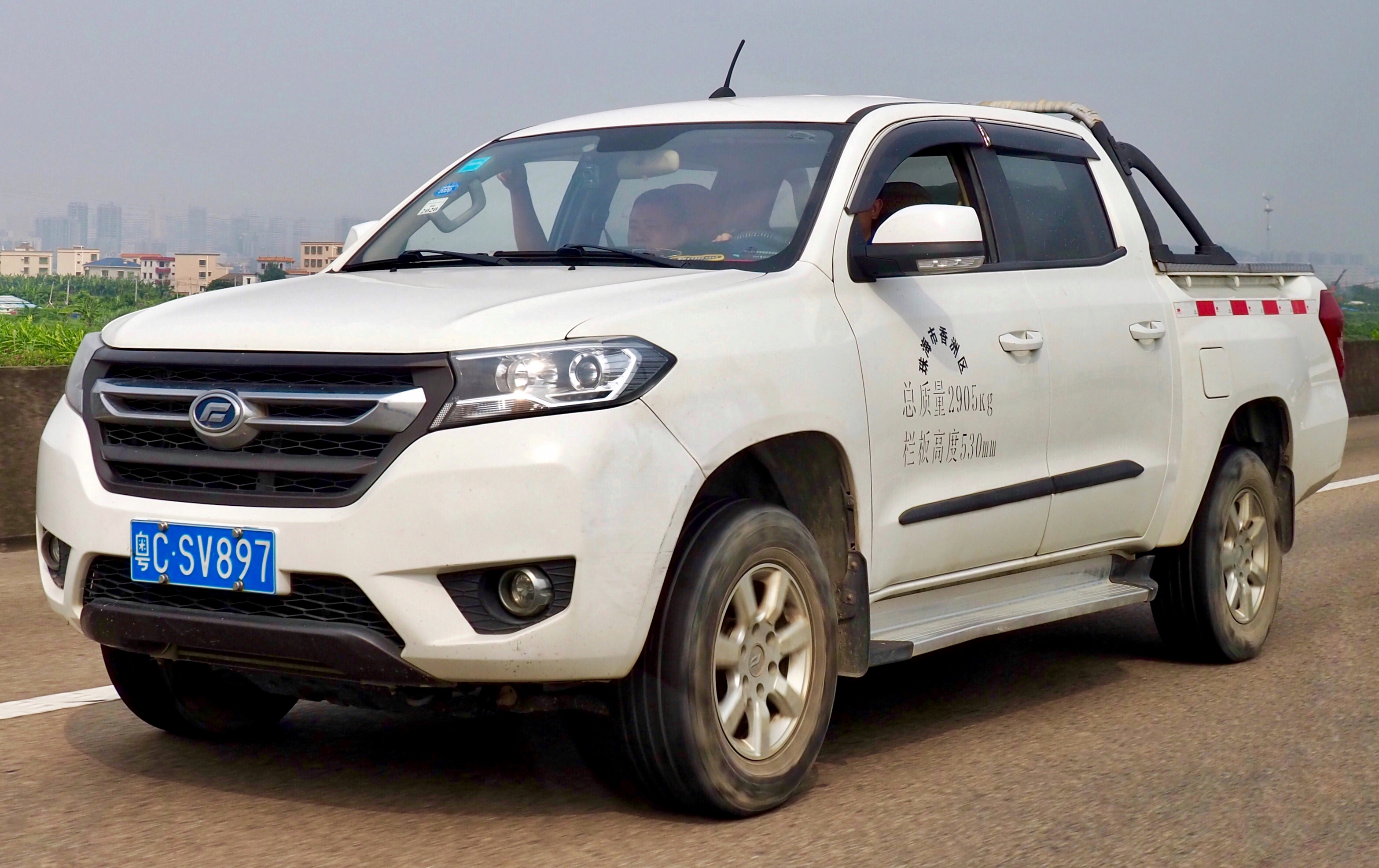
福迪雄獅F22（2017年）

- 福迪探索者Ⅱ
- 福迪探索者Ⅲ
- 福迪小超人皮卡
- 福迪雄狮
- 福迪探索者6
- 福迪雄狮F16

## 年產量
| 生產年份 | 生產產量 |
| -------- | -------- |
| 2000年   | 200      |
| 2001年   | 400      |
| 2002年   | 800      |
| 2003年   | 1340     |
| 2004年   | 2400     |
| 2005年   | 2349     |
| 2006年   | 2776     |
| 2007年   | 3000     |

## 資料來源
1. ↑   佚名. . 2014-08-13.
2. ↑  趙奕. . 知乎. 2020-03-24.
3. ↑  劉洋、劉曉夢. . 北京商報. 2020-03-23.